# Таран, Алексей Филиппович
Таран Алексей Филиппович (2 августа 1934 — 28 октября 1998) — тракторист-комбайнер колхоза имени Мичурина Новомосковского района Днепропетровской области Украинской ССР.
Родился 2 августа 1934 года в селе Спасское (ныне Новомосковского района Днепропетровской области, Украина). Украинец. Окончил среднюю школу.
В 1950 году начал работать в колхозе имени Мичурина на разных работах. В 1951 году окончил курсы трактористов при Новомосковской машинно-тракторной станции (МТС) и работал по специальности в колхозе.
В 1955 году призван в Советскую Армию. Служил старшим механиком-водителем войсковой части 11859 в Киевском военном округе. Уволен в запас в 1958 году.
С 1959 года трудился трактористом, затем бригадиром тракторной бригады, комбайнером колхоза имени Мичурина. Добился высоких результатов в работе.
Указом Президиума Верховного Совета СССР от 22 декабря 1977 года за выдающиеся успехи, достигнутые во Всесоюзном социалистическом соревновании, проявленную трудовую доблесть в выполнении планов и социалистических обязательств по увеличению производства и продажи государству зерна и других продуктов земледелия в 1977 году, Тарану Алексею Филипповичу присвоено звание Героя Социалистического Труда с вручением ордена Ленина и золотой медали «Серп и Молот».
Продолжал работать комбайнером — трактористом до выхода на пенсию в декабре 1993 года.
Жил в селе Спасское. Умер 28 октября 1998 года.
Награждён 3 орденами Ленина (19.04.1967, 08.12.1973, 22.12.1977), орденом «Знак Почёта» (08.04.1971), медалями, в том числе золотой (1976) и бронзовой (1968) медалями ВДНХ СССР.